# Diocèse de Gracias
Le diocèse de Gracias (Dioecesis Gratiensis) est une Église particulière de l'Église catholique du Honduras.

## Ordinaires
L'évêque actuel est, depuis le 27 avril 2021, Mgr Walter Guillén Soto (it), S.D.B..

## Territoire
Le diocèse comprend les départements honduriens de Lempira et d'Intibucá dans la partie ouest du pays. Son siège est en la cathédrale Saint-Marc évangéliste de Gracias.

## Histoire
Le diocèse de Gracias est créé par le pape François le 27 avril 2021 à partir du diocèse de Santa Rosa de Copán.